# Lithax herringi
Lithax herringi là một loài Trichoptera hóa thạch trong họ Goeridae.